# 空に舞う
「空に舞う」（そらにまう）は、阿部芙蓉美の5枚目のシングル。

## 概要
2010年8月25日に発売された。作詞は阿部芙蓉美。作曲は谷本新（#1,2,4）、阿部芙蓉美（#3）。
前作「ワン ナイト トリップ EP」から約1年11ヶ月振りとなるCDシングル。本作のジャケットイラストとデザインは阿部本人が手掛けている。

## 収録曲
1. 空に舞う
  - 北海道テレビ放送『夢チカ18』2010年9月度エンディングテーマ
  - ABCテレビ『スタンダップ』2010年9月度エンディングテーマ
  - ABCテレビ『MUSIC FILE』2010年9月度エンディングテーマ

阿部の楽曲では初めて、音楽プロデュースを務める谷本新ではなく、音楽家の河野圭の編曲による。PVはサンドアーティスト（砂絵画家）のクセニア・シモノヴァとのコラボレーションで、男女の別れをテーマとしている歌詞に沿った砂絵パフォーマンスで構成されている。サンドアーティストの砂絵パフォーマンスによるPVは世界初の試みとなる。PVは音楽コンテンツ配信サイト『レコチョク』のミュージックビデオランキングにおいて、最高位4位を記録した。
2. tell me (you make me feel better)
本作発表に先駆け、2010年8月11日より、iTunes Store限定シングルとして先行配信された。発売週には、「iTunes Store今週のシングル」にピックアップされ、1週間限定で無料配信された。
3. 話そう
自身初となるセルフプロデュース楽曲。阿部自身のアコースティックギター弾き語りで構成される。
4. lullaby
  - 興和『新キャベジンコーワS』CMソング

2009年よりCMソングとして起用されていたスキャット曲で、本作で初の音源化となる。